# 우치다 아쓰토
우치다 아쓰토(일본어: 内田 篤人, 1988년 3월 27일 ~ )는 일본의 은퇴한 축구 선수이다.

## 축구인 생활

### 선수 생활
2006년 가시마 앤틀러스에 입단하여 17세의 어린 나이에 프로에 데뷔하였다. 입단한 직후부터 주전 자리를 꿰찼으며 2007년부터 2009년까지 가시마의 리그 3연패에 큰 공헌을 하였다.
2010년 5월, 독일 분데스리가의 샬케 04로부터 영입 제의를 받았고, 2010 남아공 월드컵이 끝난 후 공식 이적하였다. 샬케 04에서 있다가 1. FC 우니온 베를린으로 이적했고, 8년만에 친정팀 가시마 앤틀러스로 복귀했다.

## 국가대표팀 경력
그는 2007년 FIFA U-20 월드컵에 참가할 일본 U-20 국가대표팀에 발탁되었으며, 4경기에 출전했다.
그는 2008년 1월 26일 칠레과의 경기에서 일본 국가대표팀에 데뷔했다.
그는 2008년 하계 올림픽에 참가할 일본 U-23 국가대표팀에 발탁되었으며, 2경기에 출전했다.
2010년 FIFA 월드컵에 참가할 국가대표팀에도 발탁되었다. 경기에는 출전하지 않았다.2011년 AFC 아시안컵에도 출전, 우승에 기여했다. 2013년 FIFA 컨페더레이션스컵, 2014년 FIFA 월드컵에도 출전했다. 그는 2015년까지 국제 A매치 통산 74경기에 출전, 2득점을 넣었다.

## 플레이 스타일
빠른 스피드를 활용한 측면 돌파에 이은 크로스가 장점이나, 다소 왜소한 신체 조건 때문에 수비력은 부족하다.

## 통계
| 일본 | 일본 | 일본 |
| 연도 | 출전 | 득점 |
| ---- | ---- | ---- |
| 2008 | 14   | 1    |
| 2009 | 13   | 0    |
| 2010 | 7    | 0    |
| 2011 | 11   | 0    |
| 2012 | 7    | 0    |
| 2013 | 13   | 0    |
| 2014 | 7    | 1    |
| 2015 | 2    | 0    |
| 통산 | 74   | 2    |

## 경력
- 2006년 AFC 청소년 축구 선수권 대회
- 2007년 FIFA U-20 월드컵 국가대표
- 2008년 하계 올림픽 국가대표
- 2010년 FIFA 월드컵 국가대표
- 2011년 AFC 아시안컵 국가대표
- 2013년 FIFA 컨페더레이션스컵 국가대표
- 2014년 FIFA 월드컵 국가대표

## 수상
가시마 앤틀러스
- J1리그 : 2007, 2008, 2009
- 천황배 : 2007
- 제록스 슈퍼컵 : 2009, 2010
- 제록스 슈퍼컵 준우승 : 2008

 샬케 04
- 2010-11 DFB-포칼 우승
- 2011년 DFL-슈퍼컵 우승

 일본
- 2006년 AFC 청소년 축구 선수권 대회 준우승
- 2011년 AFC 아시안컵 우승

개인
- J리그 베스트 일레븐 : 2008, 2009
- 분데스리가 베스트 일레븐 : 2012-13, 2013-14